# Im Tal der grossen Buddhas
Im Tal der grossen Buddhas ist ein Dokumentarfilm des Schweizer Regisseurs Christian Frei. Der Film handelt von den Buddha-Statuen von Bamiyan und deren Zerstörung am 12. März 2001.

## Inhalt
In verschiedenen dokumentarischen Erzählsträngen werden einzelne Aspekte der Präsenz und der Zerstörung dieses bedeutenden Kulturerbes aufgezeigt. Filmemacher Frei erzählt diese Geschichten in Form von Briefen an die afghanisch-kanadische Schriftstellerin Nelofer Pazira, deren Vater das Bamiyan-Tal noch im alten Königreich Afghanistan als Student auf den Spuren der Vergangenheit besuchte. Sie selbst ist in Kriegszeiten in Kabul aufgewachsen.
Anhand seiner Aufzeichnungen folgt der Film einem frühen Pilger, dem chinesischen Wandermönch Xuanzang, auf der Seidenstrasse von Xi’an über Dunhuang nach Westen, wo er auf die noch jungen Statuen stiess.
Es wird auch der Frage nachgegangen, warum gerade Bamiyan für diese monumentalen Denkmäler erwählt wurde. Der Archäologe Zémeryalaï Tarzi, Professor an der Marc-Bloch-Universität in Strassburg, gräbt, durch Xuanzangs Aufzeichnungen inspiriert, im Bamiyantal nach einem mysteriösen 300 Meter langen, liegenden Buddha. Er beklagt, dass Afghanistan durch Plünderung vieler seiner Kulturgüter beraubt wurde, da solche Gegenstände noch lukrativere Handelsgüter als Drogen seien.
Sayed Mirza Hussain ist ein Hazara aus Bamiyan, der sehr unter der Herrschaft der Taliban gelitten hat. Nach deren Sturz musste er mit seiner Familie den von der UNESCO geschützten Bereich verlassen und von seiner Felswohnung in eine Häusersiedlung umziehen, welche eine Stunde von der nächsten Wasserstelle entfernt liegt.
Als arabischer Al-Jazeera-Journalist war Taysir Alony Augenzeuge der Sprengung. Er wollte beim «Knüller» dabei sein und sensationelle Bilder liefern, obwohl er auch Schuldgefühle empfand. Aus seiner Sicht wollte die ganze Welt die Statuen retten, das Schicksal Afghanistans kümmerte sie jedoch wenig.
Kurz nach der Sprengung in Afghanistan machten sich Steinmetze im chinesischen Leshan an eine kitschige Kopie des Bamiyan-Buddhas. Fachmännisch sind dagegen die Pläne der ETH in Zürich für eine Rekonstruktion der Statuen vor Ort, welche von vielen Afghanen begrüsst werden, aber noch nicht verwirklicht werden konnten. Vorerst sollen vorhandene Fragmente in die Nischen eingefügt werden.
Der Film endet mit dem Besuch Nelofer Paziras bei den Überresten des zerstörten Grossen Buddha von Bamiyan. Sie stellt sich vor, wie die imposante Statue noch einige Jahre zuvor ausgesehen hat.

## Hintergrund
Szenen zu buddhistischer Kunst und Geschichte wurden effektvoll mit dem Soundtrack von Philip Glass zum Film Kundun unterlegt.

## Auszeichnungen
- DOK Leipzig 2005: Silberne Taube
- Dokufest Prizren 2006: 1. Preis ex aequo
- Trento Film Festival 2006: Silberner Enzian
- Tahoe/Reno International Film Festival 2006: Best of the Fest – Documentary
- Sundance Film Festival 2006: Nominiert für den Grand Jury Prize für Kinodokumentationen
- Schweizer Filmpreis 2006: Nominiert für den Schweizer Filmpreis Quartz in der Kategorie «Bester Dokumentarfilm»
- Toronto International Film Festival 2005: Official Selection